# Michel Babatunde
Michel Babatunde (Lagos, 24 december 1992) is een Nigeriaans voetballer die doorgaans speelt als linksbuiten. In januari 2025 verliet hij Mash'al Mubarek. Babatunde maakte in 2013 zijn debuut in het Nigeriaans voetbalelftal.

## Clubcarrière
Babatunde speelde in zijn vaderland voor FC Abuja en kwam via Heartland in 2011 bij het Oekraïense Kryvbas Kryvy Rih terecht. Voor die club debuteerde de Nigeriaan op 5 maart van dat jaar, toen er met 2–2 werd gelijkgespeeld tegen Obolon Kiev. Babatunde was drie seizoenen land actief voor Kryvbas. In de zomer van 2013 verkaste de vleugelaanvaller na het faillissement van zijn voormalige werkgever naar Volyn Loetsk, waar hij voor vier jaar tekende. Twee jaar later werd Dnipro zijn nieuwe werkgever. Een halfjaar en slechts twee optredens later verkaste hij naar Raja Casablanca. Ook hier speelde hij een half seizoen, voordat hij naar Qatar SC trok. Na twee seizoenen keerde Babatunde terug naar Marokko, waar hij voor Wydad Casablanca ging spelen. Hier vertrok hij drie jaar later, om medio 2022 bij KF Laçi te gaan spelen. Vanaf de zomer van 2023 zat Babatunde zonder club, tot hij in maart 2024 voor Mash'al Mubarek tekende.

## Statistieken
| Seizoen | Club              | Competitie          | Competitie | Competitie | Beker | Beker | Internationaal | Internationaal | Totaal | Totaal |
| Seizoen | Club              | Competitie          | Wed.       | Dlp.       | Wed.  | Dlp.  | Wed.           | Dlp.           | Wed.   | Dlp.   |
| ------- | ----------------- | ------------------- | ---------- | ---------- | ----- | ----- | -------------- | -------------- | ------ | ------ |
| 2010/11 | Kryvbas Kryvy Rih | Premjer Liha        | 10         | 0          | 0     | 0     | —              | —              | 10     | 0      |
| 2011/12 | Kryvbas Kryvy Rih | Premjer Liha        | 23         | 2          | 2     | 0     | —              | —              | 25     | 2      |
| 2012/13 | Kryvbas Kryvy Rih | Premjer Liha        | 11         | 0          | 1     | 0     | —              | —              | 12     | 0      |
| 2013/14 | Volyn Loetsk      | Premjer Liha        | 21         | 2          | 1     | 0     | —              | —              | 22     | 2      |
| 2014/15 | Volyn Loetsk      | Premjer Liha        | 13         | 2          | 1     | 0     | —              | —              | 14     | 2      |
| 2015/16 | Dnipro            | Premjer Liha        | 2          | 0          | 3     | 2     | 0              | 0              | 5      | 2      |
| 2015/16 | Raja Casablanca   | Botola Pro          | 14         | 3          | 0     | 0     | —              | —              | 14     | 3      |
| 2016/17 | Qatar SC          | Qatargas League     | ?          | ?          | ?     | ?     | —              | —              | ?      | ?      |
| 2017/18 | Qatar SC          | Qatari League       | 10         | 3          | 2     | 0     | —              | —              | 12     | 3      |
| 2018/19 | Wydad Casablanca  | Botola Pro          | 25         | 8          | 1     | 0     | 14             | 1              | 40     | 9      |
| 2019/20 | Wydad Casablanca  | Botola Pro          | 7          | 4          | 1     | 0     | 4              | 0              | 12     | 4      |
| 2020/21 | Wydad Casablanca  | Botola Pro          | 2          | 0          | 1     | 0     | 3              | 0              | 6      | 0      |
| 2021/22 | —                 | —                   | —          | —          | —     | —     | —              | —              | —      | —      |
| 2022/23 | KF Laçi           | Kategoria Superiore | 24         | 2          | 6     | 3     | 4              | 0              | 34     | 5      |
| 2024    | Mash'al Mubarek   | Pro League          | 19         | 3          | 4     | 2     | —              | —              | 23     | 5      |
| Totaal  | Totaal            | Totaal              | 183        | 29         | 23    | 7     | 25             | 1              | 231    | 37     |

Bijgewerkt op 6 februari 2025.

## Interlandcarrière
Babatunde maakte zijn debuut in het Nigeriaans voetbalelftal op 1 juni 2013. Op die dag werd een vriendschappelijke wedstrijd tegen Mexico met 2–2 gelijkgespeeld. De vleugelspeler mocht van bondscoach Stephen Keshi in de tweede helft invallen voor Brown Ideye. Op 7 mei 2014 werd bekendgemaakt dat Babatunde onderdeel uitmaakt van de Nigeriaanse voorselectie voor het WK 2014 in Brazilië.
| Interlands van Michel Babatunde voor Nigeria | Interlands van Michel Babatunde voor Nigeria | Interlands van Michel Babatunde voor Nigeria | Interlands van Michel Babatunde voor Nigeria | Interlands van Michel Babatunde voor Nigeria | Interlands van Michel Babatunde voor Nigeria |
| №                                            | Datum                                        | Wedstrijd                                    | Uitslag                                      | Competitie                                   | Goals                                        |
| Als speler bij Kryvbas Kryvy Rih             | Als speler bij Kryvbas Kryvy Rih             | Als speler bij Kryvbas Kryvy Rih             | Als speler bij Kryvbas Kryvy Rih             | Als speler bij Kryvbas Kryvy Rih             | Als speler bij Kryvbas Kryvy Rih             |
| -------------------------------------------- | -------------------------------------------- | -------------------------------------------- | -------------------------------------------- | -------------------------------------------- | -------------------------------------------- |
| 1                                            | 1 juni 2013                                  | Mexico – Nigeria                             | 2 – 2                                        | Vriendschappelijk                            |                                              |
| 2                                            | 21 juni 2013                                 | Nigeria – Uruguay                            | 1 – 2                                        | Confederations Cup 2013                      |                                              |
| Als speler bij Volyn Loetsk                  |                                              |                                              |                                              |                                              |                                              |
| 3                                            | 28 mei 2014                                  | Nigeria – Schotland                          | 2 – 2                                        | Vriendschappelijk                            |                                              |
| 4                                            | 3 juni 2014                                  | Griekenland – Nigeria                        | 0 – 0                                        | Vriendschappelijk                            |                                              |
| 5                                            | 7 juni 2014                                  | Verenigde Staten – Nigeria                   | 2 – 1                                        | Vriendschappelijk                            |                                              |
| 6                                            | 21 juni 2014                                 | Nigeria – Bosnië en Herzegovina              | 1 – 0                                        | WK 2014                                      |                                              |
| 7                                            | 25 juni 2014                                 | Nigeria – Argentinië                         | 2 – 3                                        | WK 2014                                      |                                              |
| 8                                            | 29 maart 2015                                | Zuid-Afrika – Nigeria                        | 1 – 1                                        | Vriendschappelijk                            |                                              |
| 9                                            | 13 juni 2015                                 | Nigeria – Tsjaad                             | 2 – 0                                        | AK 2017 kwalificatie                         |                                              |
| Als speler bij Raja Casablanca               |                                              |                                              |                                              |                                              |                                              |
| 10                                           | 27 mei 2016                                  | Nigeria – Mali                               | 1 – 0                                        | Vriendschappelijk                            |                                              |
| 11                                           | 31 mei 2016                                  | Luxemburg – Nigeria                          | 1 – 3                                        | Vriendschappelijk                            |                                              |

Bijgewerkt op 6 februari 2025.